# Massénya
Massénya – miasto w Czadzie, w regionie Chari-Baguirmi, departament Baguirmi; 3368 mieszkańców (2005), położone w centralnej części kraju, 145 km na południowy wschód od Ndżameny.
Miasto było stolicą królestwa Baguirmi, muzułmańskiego państwa, istniejącego w latach 1522-1897. W mieście działa lotnisko.